# Jean-Baptiste Barrère
Pour les articles homonymes, voir Barrère.
Pas d'image ? Cliquez ici

a Compétitions nationales et continentales officielles uniquement.

Dernière mise à jour le 7 juin 2024.
Jean-Baptiste Barrère, né le 15 décembre 1989 à Aire-sur-l'Adour, est un joueur français de rugby à XV évoluant au poste de troisième ligne aile.

## Biographie
Natif d'Aire-sur-l'Adour, Jean-Baptiste Barrère est formé à l'école de rugby de l'Avenir aturin. Il est notamment le neveu de Jean-Bernard Duplantier, joueur du club aturin dans les années 1980.
Il rejoint la Section paloise voisine en 2007,, avec laquelle il dispute son premier match professionnel lors de la saison 2010-2011. Il est plus souvent sollicité au sein de l'effectif senior à partir de la saison suivante.
Non conservé dans l'effectif béarnais destiné à disputer le Top 14 après avoir été titré champion de France en 2015, il s'engage ainsi avec l'AS Béziers, autre pensionnaire de Pro D2 ; il y occupe une place de titulaire dès sa première saison au terme de laquelle l'équipe échoue aux portes des phases finales. En 2017-2018, Barrère et les Biterrois, après avoir notamment remporté une victoire sur le terrain de son rival de l'USA Perpignan, atteint le stade des barrages. Il occupe parfois le rôle de capitaine au sein de l'équipe, la dirigeant notamment dans le secteur de la défense.
Alors qu'il lui reste une année de contrat dans l'Hérault, Barrère souhaite revenir dans le Sud-Ouest pour rapprochement familial ; il demande à être libéré de cette dernière année et quitte ainsi l'ASBH après huit saisons. Contacté par Jean-Frédéric Dubois par l'intermédiaire de Jean Bouilhou, il s'engage avec le club landais de l'Union sportive dacquoise qui sera par la même occasion promue en Pro D2, ; il signe alors un contrat de deux saisons. Capitaine de l'équipe dès sa première saison, au terme de laquelle le club promu parvient à se qualifier en phase finale, Barrère est récompensé d'un Oscar Midi olympique pour sa contribution ainsi que pour l'ensemble de sa carrière, marquée par huit saisons au sein de l'AS Béziers. Il prolonge son contrat en cours de saison 2024-2025, renouvelant pour une durée d'une année supplémentaire plus une optionnelle.
En parallèle des matchs professionnels sous le maillot dacquois, Barrère entreprend sa future reconversion en tant qu'entraîneur, suivant le cursus classique du brevet d'initiateur fédéral jusqu'au diplôme d'État. Après de premières expériences, auprès des cadets de l'Avenir aturin lors de ses années à Pau, puis des avants du Rugby Club Plages d'Orb de Valras-Plage en Régionale 1 lors de sa dernière saison à Béziers, il intervient pendant sa formation auprès des espoirs dacquois, en tant qu'entraîneur des avants ainsi que dans le secteur de la touche.

## Palmarès
- Championnat de France de 2e division :
  - Vainqueur : 2015.